# Kampanien
Kampanien (italienska: Campania) är en region i södra Italien. Huvudort och största stad är Neapel. Regionen hade cirka 5,59 miljoner invånare (2022), på en yta av 13 671 km². Kampanien gränsar till Lazio i norr, Molise och Apulien i öster samt Basilicata i söder. Regionen består av fem provinser: Avellino, Benevento, Caserta, Neapel och Salerno. Dessa är i sin tur är indelade i sammanlagt 551 kommuner.
I Kampanien finns turistmål som Neapel, Capri, Amalfikusten, Paestum, Herculaneum och Pompeji. Berget Vesuvius nära Neapel är en del av UNESCO:s världsnätverk av biosfärreservat.

## Bildgalleri

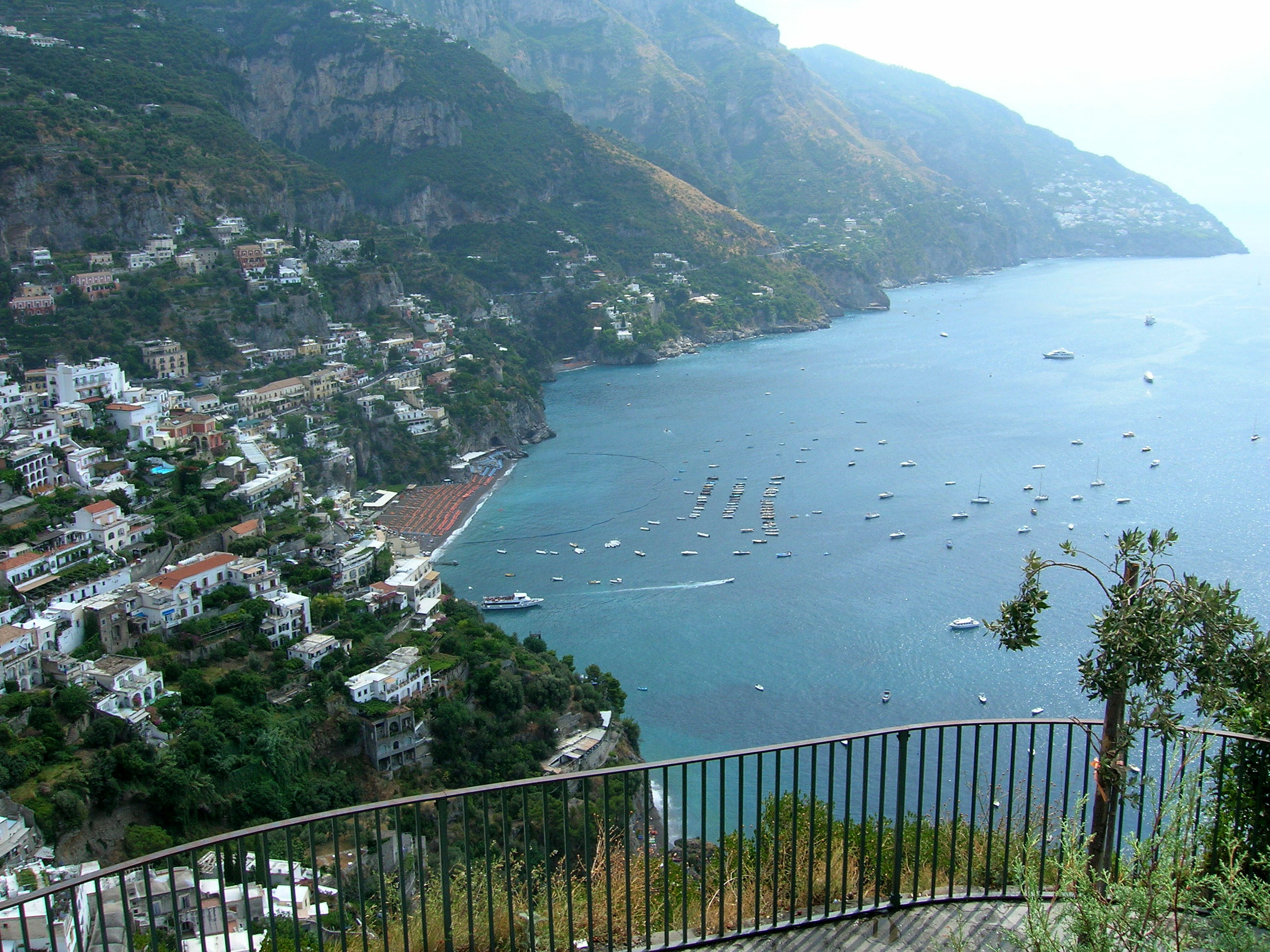
Amalfikusten.
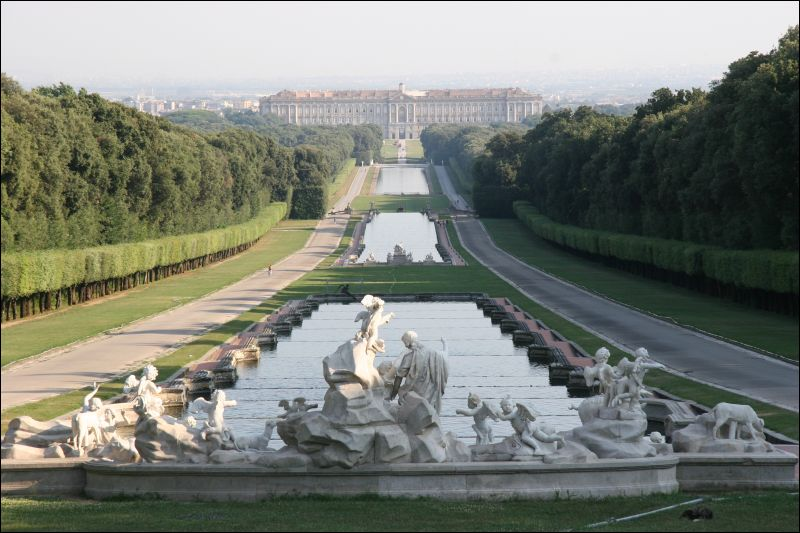
Casertas slott.
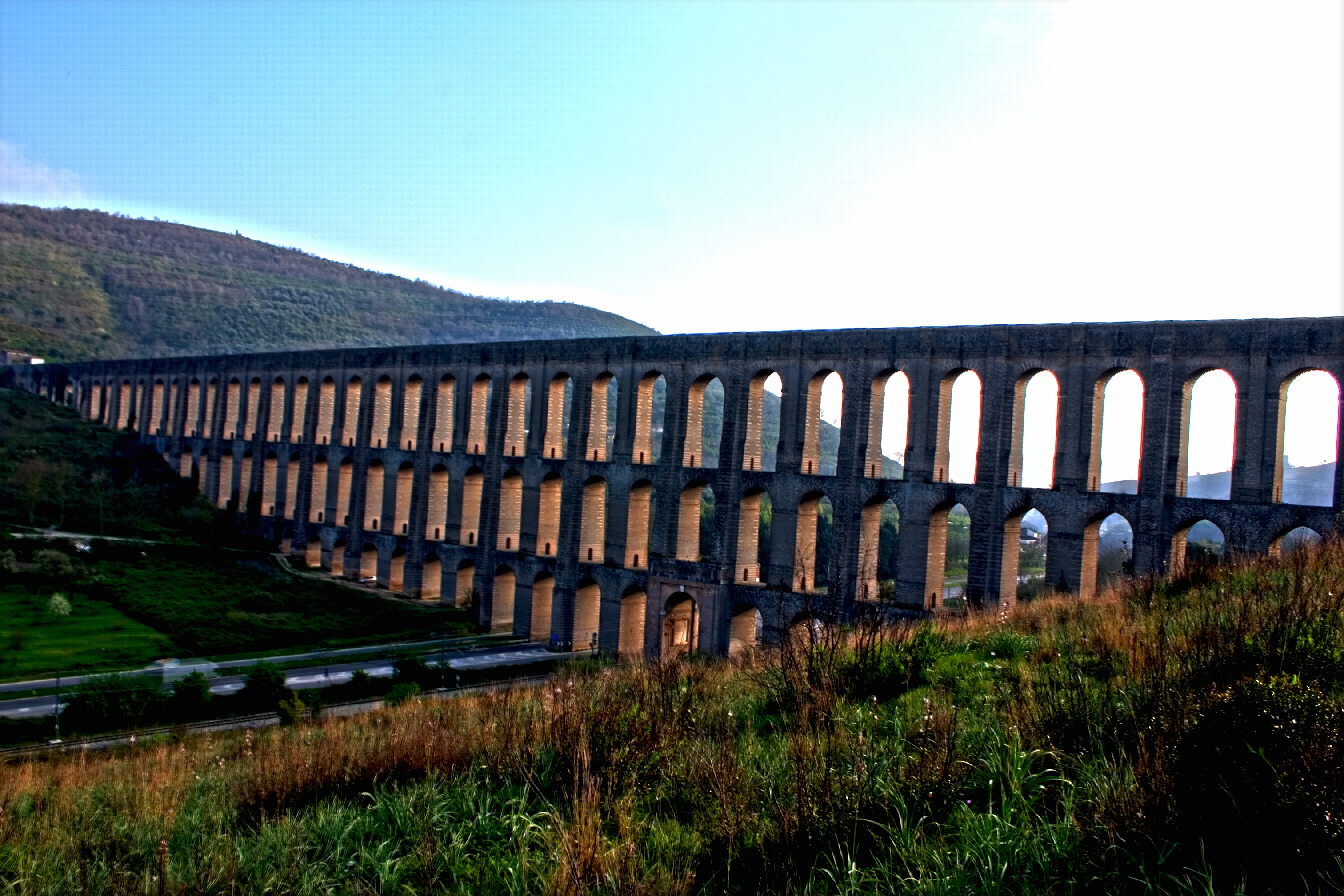
Akvedukten Carolino.
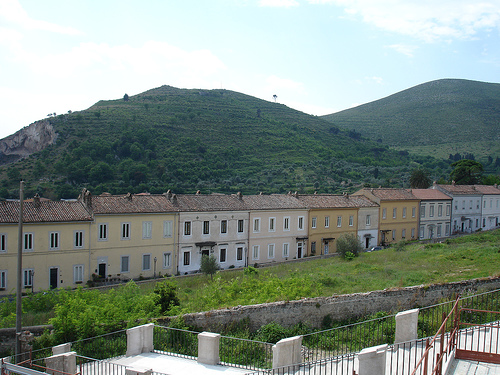
San Leucio.
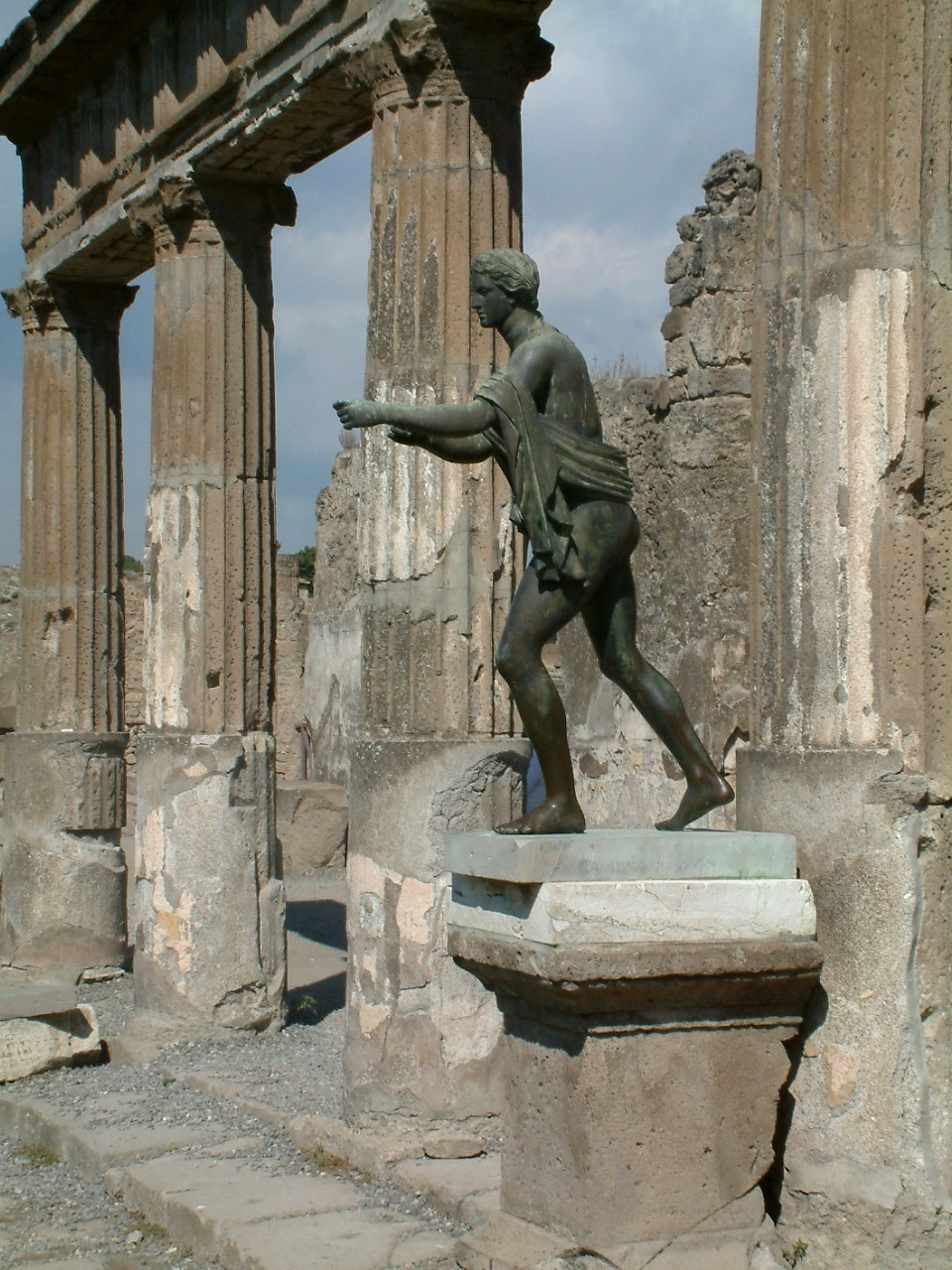
Pompeji.
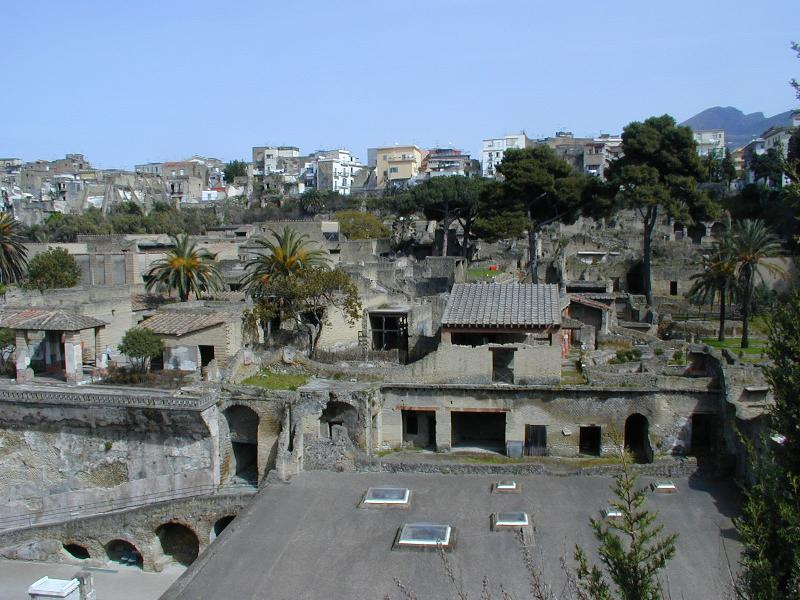
Herculaneum.
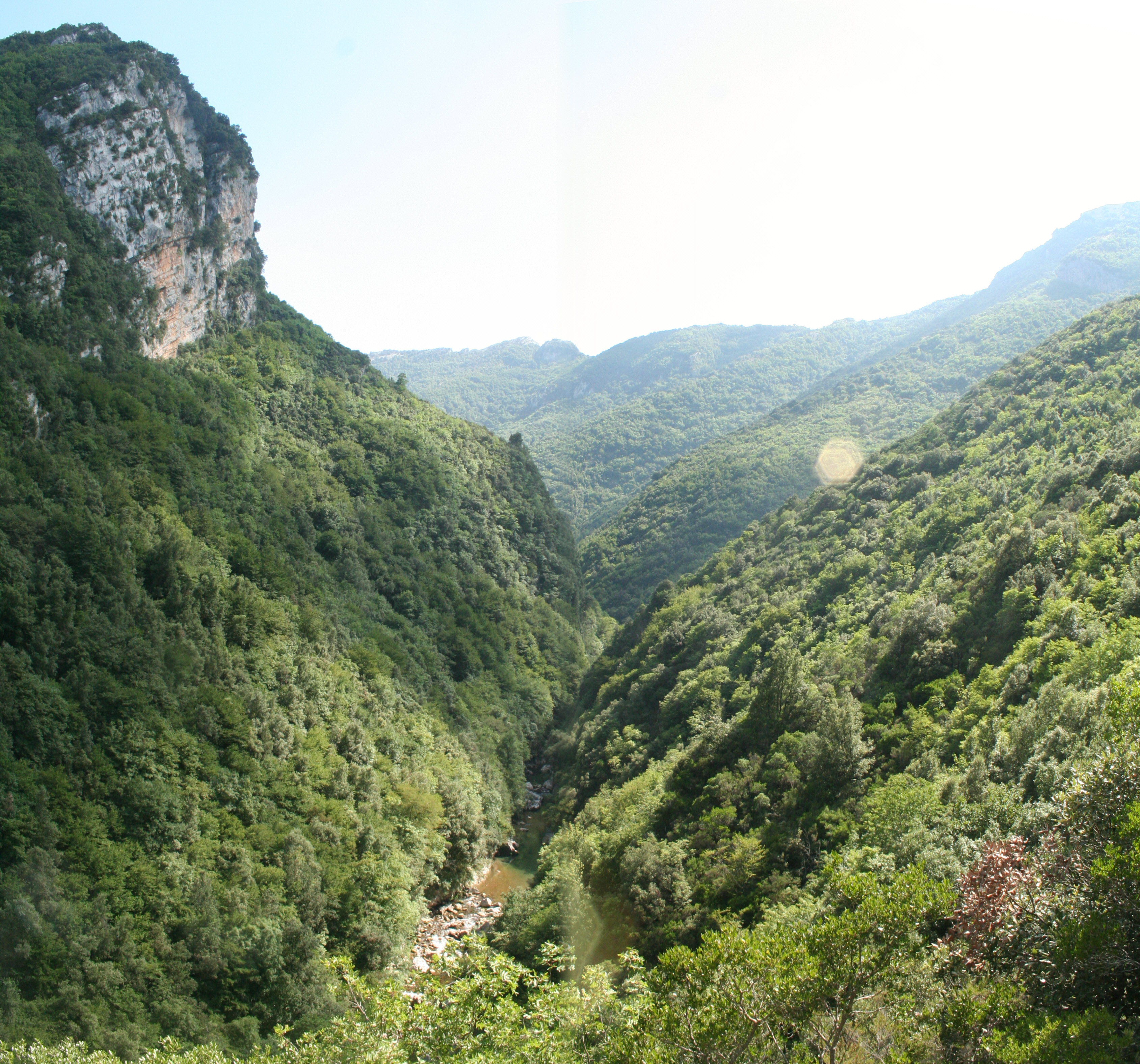
Cilento, Vallo di Diano och Alburni nationalpark.
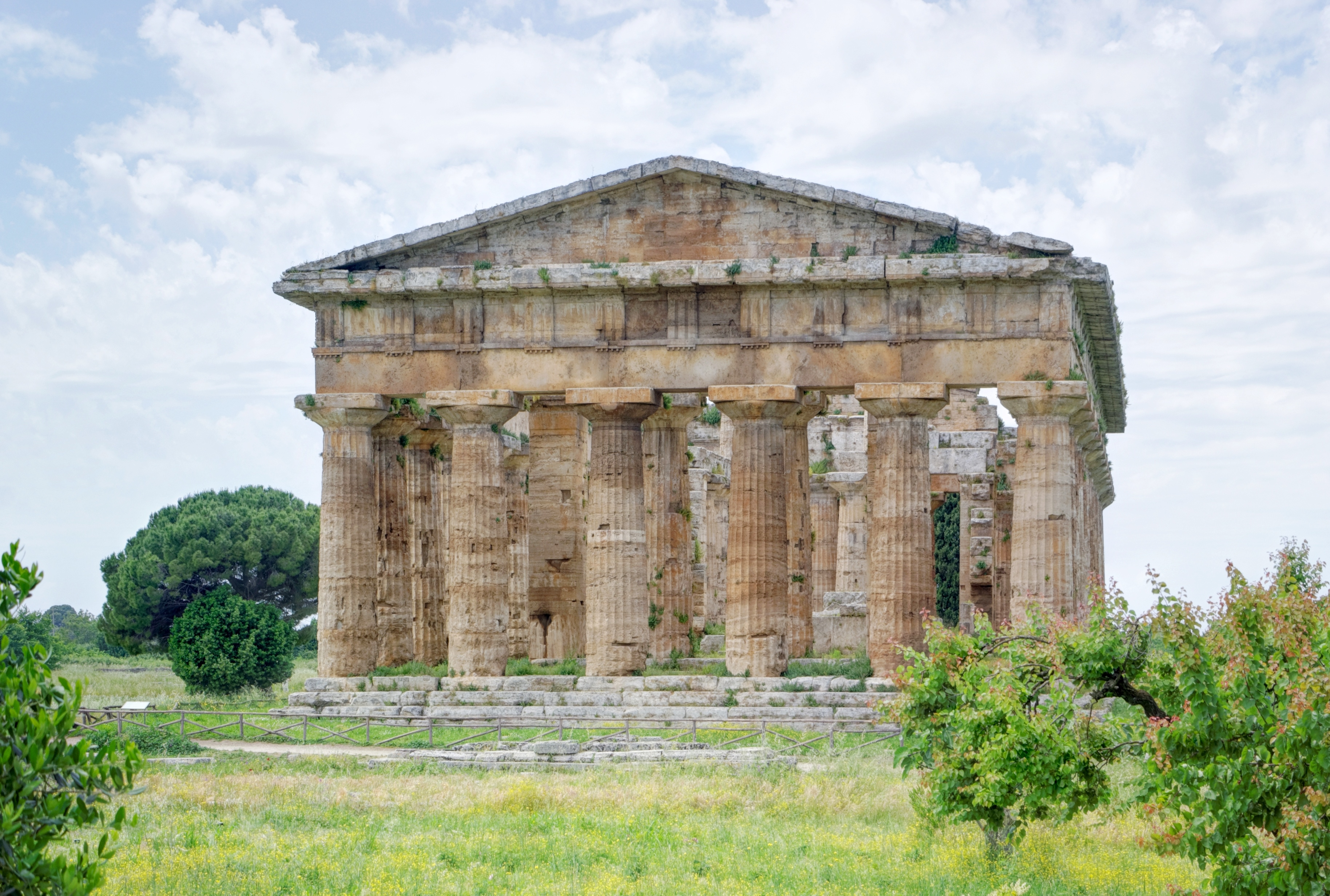
Paestum.
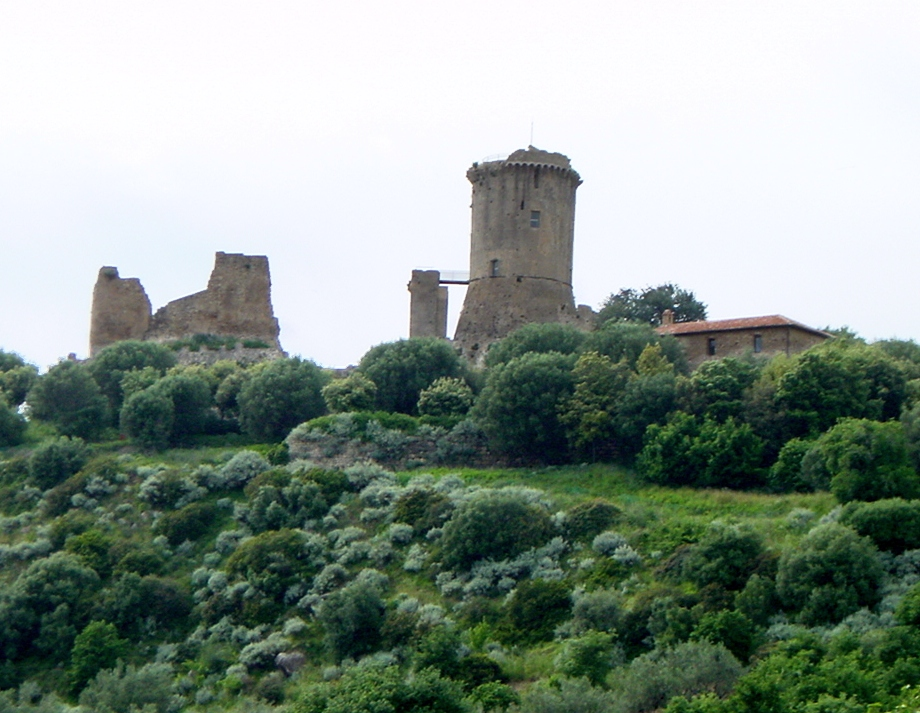
Velia.
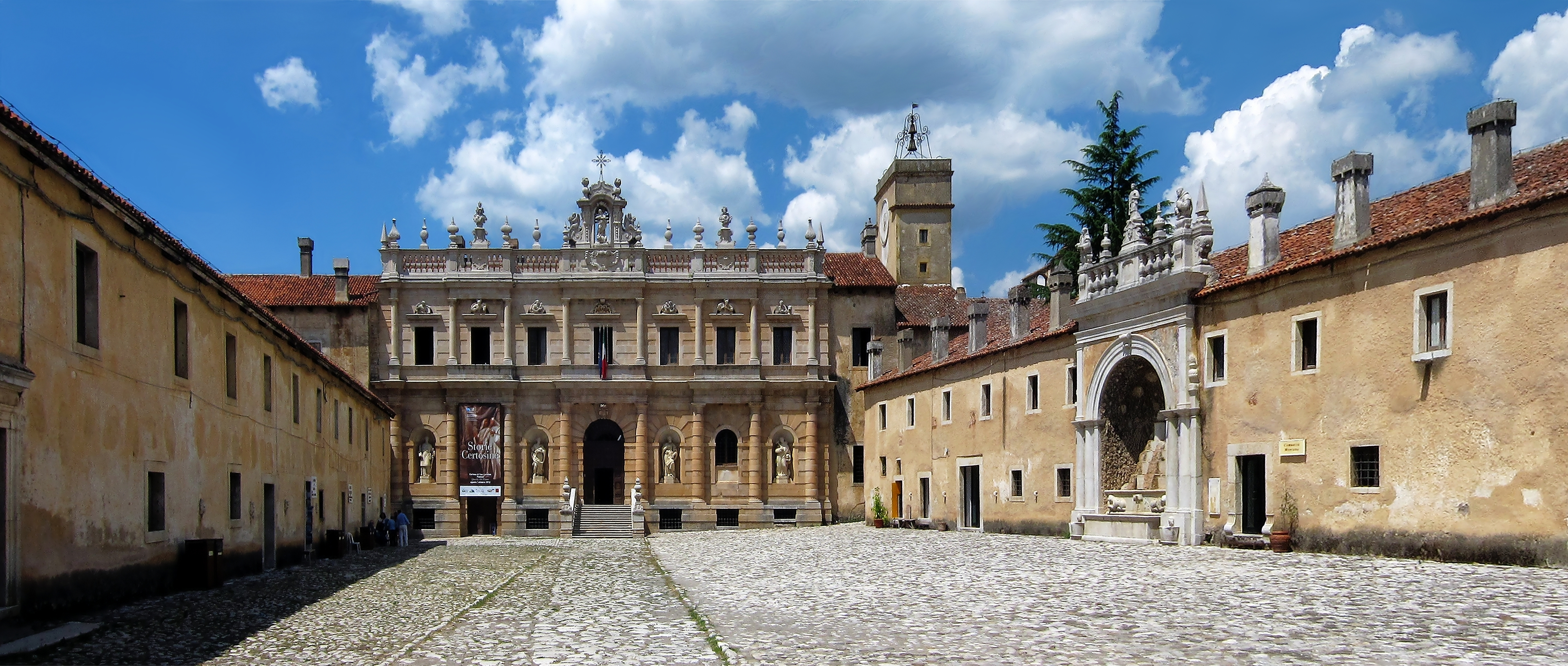
Padulas kloster.